# Список депутатов Парламента Молдовы X созыва (2019—2021)
Список депутатов Парламента Республики Молдова X созыва, избранных на выборах 24 февраля 2019 года и действовавших до 28 апреля 2021 года, когда президент Республики Молдова Майя Санду распустила парламент.

## Резюме
Выборы 24 февраля 2019 года впервые прошли по смешанной избирательной системе: 51 депутат был избран по одномандатным округам и 50 депутатов по национальным округам. Победу одержала ПСРМ, получив 35 мандатов (17 по одномандатным и 18 по национальному округам). Также в парламент прошли: ДПМ — 30 мандатов (17 по одномандатным и 13 по национальному округам), избирательный блок ACUM — 26 мандатов (12 по одномандатным и 14 по национальному округам), ППШ — 7 мандатов (2 по одномандатным и 5 по национальному округам), а также 3 независимых кандидатов по одномандатным округам. 9 марта 2019 года Конституционный суд Республики Молдова утвердил результаты прошедших выборов и в этот же день изменил нумерацию созывов Парламента, тем самым объявив начало нумерации с созыва Парламента, избранного в 1990 году, а Парламент, избранный 24 февраля 2019 года, стал Парламентом X созыва.
Несмотря на утверждение результатов выборов, до начала июня не было сформировано парламентское большинство и не избрано руководство Парламента. 8 июня 2019 года председателем парламента была избрана Зинаида Гречаный. Также были назначены вице-председатели Парламента. В тот же день кандидат на должность премьер-министра Майя Санду получила вотум доверия и начала формирование правительства.
В связи с невозможностью дважды назначить премьер-министра (по причине отклонения кандидатуры и отсутствия кворума), парламент был распущен 28 апреля 2021 года, а досрочные парламентские выборы были назначены на 11 июля 2021 года.

## Парламентские фракции
Структура Парламента к началу созыва:
| 35   | 30  | 14  | 12    | 7   | 1    | 2           |
| ПСРМ | ДПМ | ПДС | ПППДП | ППШ | НПРМ | Независимые |
| ---- | --- | --- | ----- | --- | ---- | ----------- |

Структура Парламента к концу созыва:
| 37   | 15  | 11  | 11    | 10                 | 9   | 7           | 1           |
| ПСРМ | ПДС | ДПМ | ПППДП | неприсоединившиеся | ППШ | Про-Молдова | Независимые |
| ---- | --- | --- | ----- | ------------------ | --- | ----------- | ----------- |

## Список депутатов
| №   | Фамилия, Имя               | Место жительства                  | Год рождения | Партия      | Деятельность                                            |
| 1   | Зинаида Гречаный           | Кишинёв                           | 1956         | ПСРМ        | экономист, депутат парламента Республики Молдова        |
| 2   | Влад Батрынча              | Кишинёв                           | 1981         | ПСРМ        | юрист, депутат парламента Республики Молдова            |
| 3   | Ион Чебан                  | Кишинёв                           | 1980         | ПСРМ        | математик, муниципальный советник Кишинёва              |
| 4   | Эдуард Смирнов             | Кишинёв                           | 1939         | ПСРМ        | инженер, депутат парламента Республики Молдова          |
| 5   | Богдан Цырдя               | Кодру, Кишинёв                    | 1974         | ПСРМ        | политолог, депутат парламента Республики Молдова        |
| 6   | Иванна Кёксал              | Комрат, Гагаузия                  | 1978         | ПСРМ        | филолог, депутат Народного собрания Гагаузии            |
| 7   | Алла Долинцэ               | Кишинёв                           | 1969         | ПСРМ        | экономист, депутат парламента Республики Молдова        |
| 8   | Виктор Гайчук              | Кишинёв                           | 1957         | ПСРМ        | военный, председатель Союза офицеров Республики Молдова |
| 9   | Алла Пилипецкая            | Сороки                            | 1972         | ПСРМ        | инженер, предприниматель                                |
| 10  | Владимир Головатюк         | Кишинёв                           | 1962         | ПСРМ        | экономист, депутат парламента Республики Молдова        |
| 11  | Адела Рэйляну              | Кишинёв                           | 1975         | ПСРМ        | журналист, предприниматель                              |
| 12  | Василий Боля               | Кишинёв                           | 1982         | ПСРМ        | юрист, депутат парламента Республики Молдова            |
| 13  | Корнелий Фуркулицэ         | Кишинёв                           | 1969         | ПСРМ        | агроном, депутат парламента Республики Молдова          |
| 14  | Григорий Новак             | с. Сэлкуца, Каушанский район      | 1983         | ПСРМ        | юрист, депутат парламента Республики Молдова            |
| 15  | Виорел Бологан             | Кишинёв                           | 1971         | ПСРМ        | педагог, шахматист                                      |
| 16  | Владимир Односталко        | Кишинёв                           | 1984         | ПСРМ        | врач-психолог, депутат парламента Республики Молдова    |
| 17  | Олег Липский               | Кишинёв                           | 1960         | ПСРМ        | инженер-механик, депутат парламента Республики Молдова  |
| 18  | Раду Мудряк                | Кишинёв                           | 1973         | ПСРМ        | врач-ветеринар, депутат парламента Республики Молдова   |
| 19  | Александр Суходольский     | Комрат, Гагаузия                  | 1989         | ПСРМ        | юрист, депутат Народного собрания Гагаузии              |
| 20  | Владимир Цуркан            | Кишинёв                           | 1954         | ПСРМ        | юрист, дипломат                                         |
| 21  | Иван Забунов               | Кишинёв                           | 1948         | ПСРМ        | историк, общественный деятель                           |
| 22  | Пётр Бурдужа               | Кишинёв                           | 1976         | ПСРМ        | экономист, муниципальный советник Кишинёва              |
| 23  | Олег Тетеря                | с. Бутучаны, АТЕЛД                | 1968         | ПСРМ        | экономист, предприниматель                              |
| 24  | Татьяна Кунецкая           | Кишинёв                           | 1964         | ПСРМ        | экономист, член Счётной палаты Республики Молдова       |
| 25  | Адриан Лебединский         | Кишинёв                           | 1976         | ПСРМ        | юрист, депутат парламента Республики Молдова            |
| 26  | Гайк Вартанян              | Ереван, Армянская ССР             | 1979         | ПСРМ        | политолог, муниципальный советник Кишинёва              |
| 27  | Ирина Лозован              | Окница                            | 1983         | ПСРМ        | юрист, советник Окницкого районного совета              |
| 28  | Владимир Миздренко         | с. Пыржота, Рышканский район      | 1988         | ПСРМ        | экономист, советник Рышканского районного совета        |
| 29  | Александр Усатый           | Бельцы                            | 1966         | ПСРМ        | педагог, муниципальный советник Бельц                   |
| 30  | Александр Нестеровский     | Бельцы                            | 1981         | ПСРМ        | юрист, депутат парламента Республики Молдова            |
| 31  | Олег Савва                 | Фалешты                           | 1966         | ПСРМ        | юрист, депутат парламента Республики Молдова            |
| 32  | Александр Жолнач           | с. Оланешты, Штефан-Водский район | 1959         | ПСРМ        | механик, предприниматель                                |
| 33  | Кирилл Татарлы             | Тараклия                          | 1952         | ПСРМ        | агроном, председатель Тараклийского района              |
| 34  | Фёдор Гагауз               | с. Гайдар, Гагаузия               | 1958         | ПСРМ        | юрист, депутат парламента Республики Молдова            |
| 35  | Георгий Пара               | Криково, Кишинёв                  | 1953         | ПСРМ        | педагог, предприниматель                                |
| 36  | Влад Плахотнюк             | Кишинёв                           | 1966         | ДПМ         | инженер, депутат парламента Республики Молдова          |
| 37  | Павел Филип                | Кишинёв                           | 1966         | ДПМ         | инженер, депутат парламента Республики Молдова          |
| 38  | Андриан Канду              | Кишинёв                           | 1975         | ДПМ         | юрист, депутат парламента Республики Молдова            |
| 39  | Константин Ботнарь         | Кишинёв                           | 1966         | ДПМ         | экономист, депутат парламента Республики Молдова        |
| 40  | Моника Бабук               | Кишинёв                           | 1964         | ДПМ         | историк, депутат парламента Республики Молдова          |
| 41  | Василий Бытка              | Ниспорены                         | 1971         | ДПМ         | юрист, депутат парламента Республики Молдова            |
| 42  | Сергей Сырбу               | Кишинёв                           | 1980         | ДПМ         | юрист, депутат парламента Республики Молдова            |
| 43  | Владимир Чеботарь          | Кишинёв                           | 1980         | ДПМ         | юрист, политический деятель                             |
| 44  | Владимир Андронаки         | Кишинёв                           | 1980         | ДПМ         | экономист, депутат парламента Республики Молдова        |
| 45  | Дмитрий Дьяков             | Кишинёв                           | 1952         | ДПМ         | журналист, депутат парламента Республики Молдова        |
| 46  | Отилия Дрэгуцану           | Кишинёв                           | 1978         | ДПМ         | экономист, предприниматель                              |
| 47  | Светлана Ротунду           | Шолданешты                        | 1963         | ДПМ         | педагог, председатель Шолданештского района             |
| 48  | Виолета Иванова            | Кишинёв                           | 1967         | ДПМ         | инженер-эколог, депутат парламента Республики Молдова   |
| 49  | Ангел Агаке                | Кишинёв                           | 1976         | ДПМ         | юрист, депутат парламента Республики Молдова            |
| 50  | Владимир Витюк             | Бельцы                            | 1972         | ДПМ         | экономист, депутат парламента Республики Молдова        |
| 51  | Игорь Время                | Кишинёв                           | 1973         | ДПМ         | юрист, депутат парламента Республики Молдова            |
| 52  | Олег Сырбу                 | Единец                            | 1967         | ДПМ         | агроном, депутат парламента Республики Молдова          |
| 53  | Ион Леукэ                  | Глодяны                           | 1967         | ДПМ         | историк, председатель Глодянского района                |
| 54  | Корнелий Падневич          | Кишинёв                           | 1975         | ДПМ         | юрист, депутат парламента Республики Молдова            |
| 55  | Евгений Никифорчук         | Кишинёв                           | 1984         | ДПМ         | врач, депутат парламента Республики Молдова             |
| 56  | Георгий Брашовский         | Сынжерей                          | 1964         | ДПМ         | агроном, примар Сынжерей                                |
| 57  | Элеонора Граур             | Резина                            | 1975         | ДПМ         | экономист, председатель Резинского района               |
| 58  | Николай Чубук              | Кишинёв                           | 1980         | ДПМ         | юрист, политический деятель                             |
| 59  | Людмила Гузун              | Унгены                            | 1961         | ДПМ         | экономист, председатель Унгенского района               |
| 60  | Александр Жиздан           | Кишинёв                           | 1975         | ДПМ         | юрист, министр внутренних дел Республики Молдова        |
| 61  | Григорий Репешчук          | Каушаны                           | 1966         | ДПМ         | юрист, примар Каушан                                    |
| 62  | Александр Ботнарь          | Хынчешты                          | 1969         | ДПМ         | инженер-строитель, примар Хынчешт                       |
| 63  | Геннадий Буза              | Хынчешты                          | 1964         | ДПМ         | хирург, председатель Хынчештского района                |
| 64  | Ефросиния Грецу            | Леова                             | 1953         | ДПМ         | педагог, депутат парламента Республики Молдова          |
| 65  | Елена Бакалу               | Кагул                             | 1961         | ДПМ         | педагог, депутат парламента Республики Молдова          |
| 66  | Майя Санду                 | Кишинёв                           | 1972         | ПДС         | экономист, политический деятель                         |
| 67  | Игорь Гросу                | Кишинёв                           | 1972         | ПДС         | историк, политический деятель                           |
| 68  | Дан Перчун                 | Кишинёв                           | 1991         | ПДС         | политолог, политический деятель                         |
| 69  | Раду Марьян                | Кишинёв                           | 1990         | ПДС         | экономист, политический деятель                         |
| 70  | Дмитрий Алайба             | Кишинёв                           | 1982         | ПДС         | экономист, политический деятель                         |
| 71  | Владимир Боля              | Кишинёв                           | 1971         | ПДС         | историк, предприниматель                                |
| 72  | Лилиан Карп                | с. Замчоджь, Страшенский район    | 1978         | ПДС         | педагог, депутат парламента Республики Молдова          |
| 73  | Пётр Фрунзе                | с. Пухой, Яловенский район        | 1985         | ПДС         | юрист, примар села Пухой                                |
| 74  | Дойна Герман               | Кишинёв                           | 1982         | ПДС         | менеджер, общественный деятель                          |
| 75  | Сергей Литвиненко          | с. Хыртоп, Чимишлийский район     | 1981         | ПДС         | юрист, общественный деятель                             |
| 76  | Оазу Нантой                | Кишинёв                           | 1948         | ПДС         | инженер, муниципальный советник Кишинёва                |
| 77  | Михаил Попшой              | Кишинёв                           | 1987         | ПДС         | международные отношения                                 |
| 78  | Вероника Рошка             | Кишинёв                           | 1982         | ПДС         | юрист, педагог                                          |
| 79  | Лилиана Николаэску-Онофрей | Кишинёв                           | 1968         | ПДС         | филолог, эксперт в области образования                  |
| 80  | Андрей Нэстасе             | Кодру, Кишинёв                    | 1975         | ПППДП       | юрист, политический деятель                             |
| 81  | Александр Слусарь          | Кишинёв                           | 1974         | ПППДП       | юрист, предприниматель                                  |
| 82  | Мария Чобану               | Ниспорены                         | 1953         | ПППДП       | педагог, депутат парламента Республики Молдова          |
| 83  | Игорь Мунтяну              | Кишинёв                           | 1965         | ПППДП       | международные отношения                                 |
| 84  | Октавиан Цыку              | Кишинёв                           | 1972         | ПППДП       | историк, политический деятель                           |
| 85  | Кирилл Моцпан              | Кишинёв                           | 1958         | ПППДП       | юрист, политический деятель                             |
| 86  | Инга Григориу              | Кишинёв                           | 1979         | ПППДП       | художник-декоратор, общественный деятель                |
| 87  | Дину Плынгэу               | Единец                            | 1994         | ПППДП       | юрист, политический деятель                             |
| 88  | Ливиу Вовк                 | Яловены                           | 1989         | ПППДП       | архитектор, политический деятель                        |
| 89  | Арина Спэтару              | Бельцы                            | 1978         | ПППДП       | инженер-технолог, предприниматель                       |
| 90  | Стелла Макарь              | Кишинёв                           | 1976         | ПППДП       | инженер-строитель, предприниматель                      |
| 91  | Юрий Реницэ                | Кишинёв                           | 1958         | ПППДП       | международные отношения, дипломат                       |
| 92  | Илан Шор                   | Кишинёв                           | 1987         | ППШ         | юрист, примар Оргеева                                   |
| 93  | Марина Таубер              | Кишинёв                           | 1986         | ППШ         | политолог, примар села Средняя Жора                     |
| 94  | Пётр Жардан                | с. Лозова, Страшенский район      | 1976         | ППШ         | юрист, предприниматель                                  |
| 95  | Мария Албот                | Кишинёв                           | 1986         | ППШ         | экономист, предприниматель                              |
| 96  | Денис Уланов               | Кишинёв                           | 1976         | ППШ         | юрист, предприниматель                                  |
| 97  | Регина Апостолова          | Кишинёв                           | 1951         | ППШ         | педагог, заместитель примара Оргеева                    |
| 98  | Вадим Фотеску              | Кишинёв                           | 1969         | ППШ         | юрист, предприниматель                                  |
| 99  | Александр Олейник          | Кишинёв                           | 1959         | НПРМ        | инженер, предприниматель                                |
| 100 | Виорел Мельник             | Кишинёв                           | 1975         | Независимые | экономист, педагог                                      |
| 101 | Ион Гроза                  | с. Колибашь, Кагульский район     | 1966         | Независимые | педагог, предприниматель                                |

## Изменения в депутатском корпусе
http://alegeri.md/w/Parlamentul_Republicii_Moldova_de_legislatura_a_X-a
https://www.legis.md/#
- Владимир Цуркан (ПСРМ) → отставка в связи с назначением судьёй Конституционного суда Республики Молдова, мандат передан Алле Дарованной[5][6][7][8]
- Виктор Гайчук (ПСРМ) → отставка в связи с назначением советником Президента Республики Молдова в области обороны и национальной безопасности и секретарём Высшего совета безопасности Республики Молдова, мандат передан Анатолию Лабунцу[8][9][10][11]
- Виорел Мельник (независимый) → отставка по собственному желанию, в результате довыборов победил кандидат от ПСРМ Виталий Евтодиев[12][13][14]
- Ион Чебан (ПСРМ) → отставка в связи с избранием генеральным примаром муниципия Кишинёв, мандат передан Михаилу Пачу[15][16][17]
- Татьяна Кунецкая (ПСРМ) → отставка в связи с назначением директором Агентства государственных услуг, мандат передан Марине Радван[18][19][20]
- Александр Ботнарь (ДПМ) → отставка в связи с избранием примаром Хынчешт, в результате довыборов победил кандидат от ПСРМ Штефан Гацкан[21][22][23]
- Иван Забунов (ПСРМ) → прекращение полномочий в связи со смертью, мандат передан Никите Цуркану[24][25][26]
- Олег Тетеря (ПСРМ) → отставка в связи с назначением директором ООО «Кишинёв-Газ», мандат передан Николаю Паскару[27][28][29]
- Владимир Головатюк (ПСРМ) → отставка в связи с назначением послом Республики Молдова в Российской Федерации, мандат передан Григорию Узуну[30][31][32][33][34]
- Отилия Дрэгуцану (ДПМ) → отставка по собственному желанию, мандат передан Руксанде Главан[35][36][37]
- Влад Плахотнюк (ДПМ) → отставка по собственному желанию, в результате довыборов мандат передан Геннадию Вердешу[14][38][39]
- Константин Ботнарь (ДПМ) → отставка по собственному желанию, мандат передан Раду Ребежа[40][41][42]
- Людмила Гузун (ДПМ) → прекращение полномочий в связи со смертью[43]
- Майя Санду (ПДС) → отставка в связи с назначением премьер-министром Республики Молдова, в результате довыборов мандат передан Галине Сажин[14][44][45][46][47]
- Лилиана Николаэску-Онофрей (ПДС) → отставка в связи с назначением министром образования, культуры и исследований Республики Молдова, мандат передан Сергею Катаранчуку[37][46][48][49]
- Сергей Катаранчук (ПДС) → прекращение полномочий в связи со смертью, мандат передан Вирджилию Пысларюку[18][20][50]
- Андрей Нэстасе (ПППДП) → отставка в связи с назначением вице-премьер-министром и министром внутренних дел Республики Молдова, в результате довыборов мандат передан Василию Нэстасе[14][46][51][52]
- Мария Албот (ППШ) → отставка по собственному желанию, мандат передан Игорю Химичу[37][53][54]

## Новые депутаты
| №  | Фамилия, Имя       | Место жительства               | Год рождения | Партия | Деятельность                                 |
| 1  | Алла Дарованная    | Кишинёв                        | 1964         | ПСРМ   | экономист, предприниматель                   |
| 2  | Анатолий Лабунец   | Кишинёв                        | 1956         | ПСРМ   | военный, инженер                             |
| 3  | Виталий Евтодиев   | Кишинёв                        | 1969         | ПСРМ   | инженер-конструктор, предприниматель         |
| 4  | Михаил Пачу        | с. Бравичены, Оргеевский район | 1974         | ПСРМ   | агроном, предприниматель                     |
| 5  | Марина Радван      | Кишинёв                        | 1991         | ПСРМ   | актриса, муниципальный советник Кишинёва     |
| 6  | Никита Цуркан      | Кишинёв                        | 1990         | ПСРМ   | инженер-программист, политический деятель    |
| 7  | Штефан Гацкан      | Кишинёв                        | 1961         | ПСРМ   | врач, преподаватель                          |
| 8  | Николай Паскару    | Кишинёв                        | 1975         | ПСРМ   | юрист, муниципальный советник Кишинёва       |
| 9  | Григорий Узун      | Вулканешты, Гагаузия           | 1986         | ПСРМ   | инженер, депутат Народного собрания Гагаузии |
| 10 | Руксанда Главан    | Кишинёв                        | 1980         | ДПМ    | врач, политический деятель                   |
| 11 | Геннадий Вердеш    | Ниспорены                      | 1975         | ДПМ    | экономист, председатель Ниспоренского района |
| 12 | Раду Ребежа        | Кишинёв                        | 1973         | ДПМ    | спортсмен, политический деятель              |
| 13 | Вирджилий Пысларюк | Кишинёв                        | 1969         | ПДС    | историк, преподаватель                       |
| 14 | Галина Сажин       | Анений-Ной                     | 1973         | ПДС    | журналист                                    |
| 15 | Сергей Катаранчук  | Кишинёв                        | 1957         | ПДС    | математик, учёный                            |
| 16 | Василий Нэстасе    | Кишинёв                        | 1963         | ПППДП  | журналист, политический деятель              |
| 17 | Игорь Химич        | Кишинёв                        | 1975         | ППШ    | юрист, политический деятель                  |

## Изменение партийной принадлежности
1. Сергей Сырбу, Григорий Репешчук, Элеонора Граур, Корнелий Падневич: ДПМ → неприсоединившиеся → Партия «Про-Молдова» → неприсоединившиеся
2. Андриан Канду, Владимир Чеботарь, Олег Сырбу: ДПМ → неприсоединившиеся → Партия «Про-Молдова»
3. Георгий Брашовский, Василий Бытка, Геннадий Вердеш, Ангел Агаке, Ефросиния Грецу: ДПМ → Партия «Про-Молдова»
4. Руксанда Главан, Елена Бакалу: ДПМ → Партия «Про-Молдова» → неприсоединившиеся
5. Виолета Иванова, Владимир Витюк: ДПМ → неприсоединившиеся → ППШ
6. Штефан Гацкан: ПСРМ → Партия «Про-Молдова» → ПСРМ
7. Ион Гроза: Независимый → ПДС
8. Октавиан Цыку: ПППДП → Неприсоединившийся
9. Владимир Андронаки, Евгений Никифорчук: ДПМ → неприсоединившиеся

## Коалиции и платформы
- ПСРМ и ПДС создали коалицию для формирования Правительства.
- Всё 9 депутатов партии ШОР, 1 депутат партии Про-Молдова и 6 неприсоединившихся депутатов создали платформу «За Молдову».